# Julie Manet
Julie Manet (14 de noviembre de 1878 - 14 de julio de 1966) fue una pintora y coleccionista de arte francesa.
Nacida en París, fue la única hija de la pintora Berthe Morisot y su esposo Eugène Manet, el hermano menor del pintor Édouard Manet. A lo largo de su juventud Julie posó con frecuencia para su madre y otros artistas impresionistas.

## Diario
Su diario, publicado en inglés como Growing up with the Impressionists proporciona información detallada sobre la vida de pintores franceses, entre ellos Renoir, Degas, Monet, y Sisley, así como el caso Dreyfus y la visita de Estado del zar Nicolás II en 1896.

## Matrimonio
El 31 de mayo de 1900, Julie contrajo matrimonio con Ernest Rouart, artista e hijo del pintor Henri Rouart. La boda, que tuvo lugar en Passy, fue una doble ceremonia en la que la prima de Julie, Jeannie Gobillard, también se casó con Paul Valéry.
Tuvieron tres hijos: Julien Rouart (1901), Clément Rouart (1906) y Denis Rouart (1908).

## Julie Manet como modelo

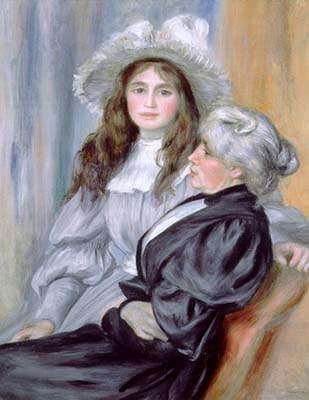
Retrato de Berthe Morisot y su hija Julie Manet, de Renoir.
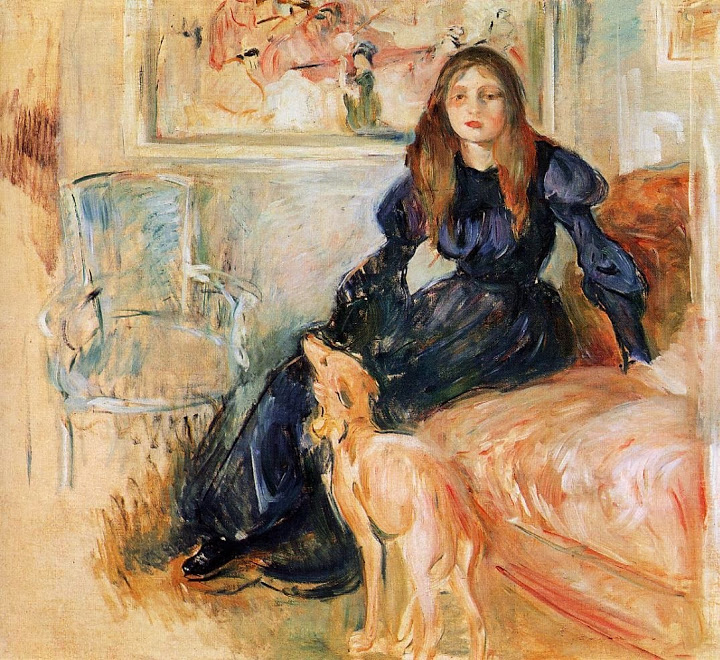
Julie Manet y su galgo Laertes, de Berthe Morisot Museo Marmottan Monet.
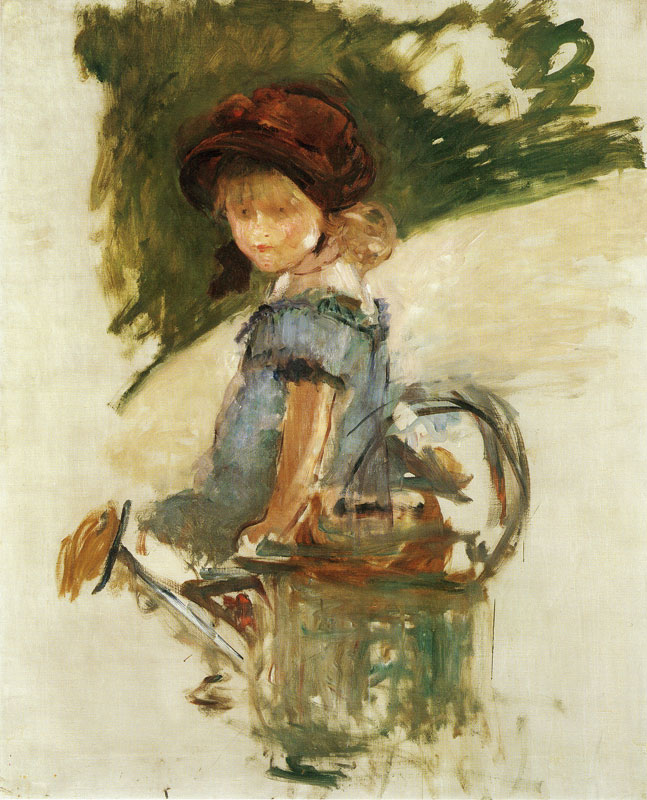
Julie Manet sentada con regadera, de Manet
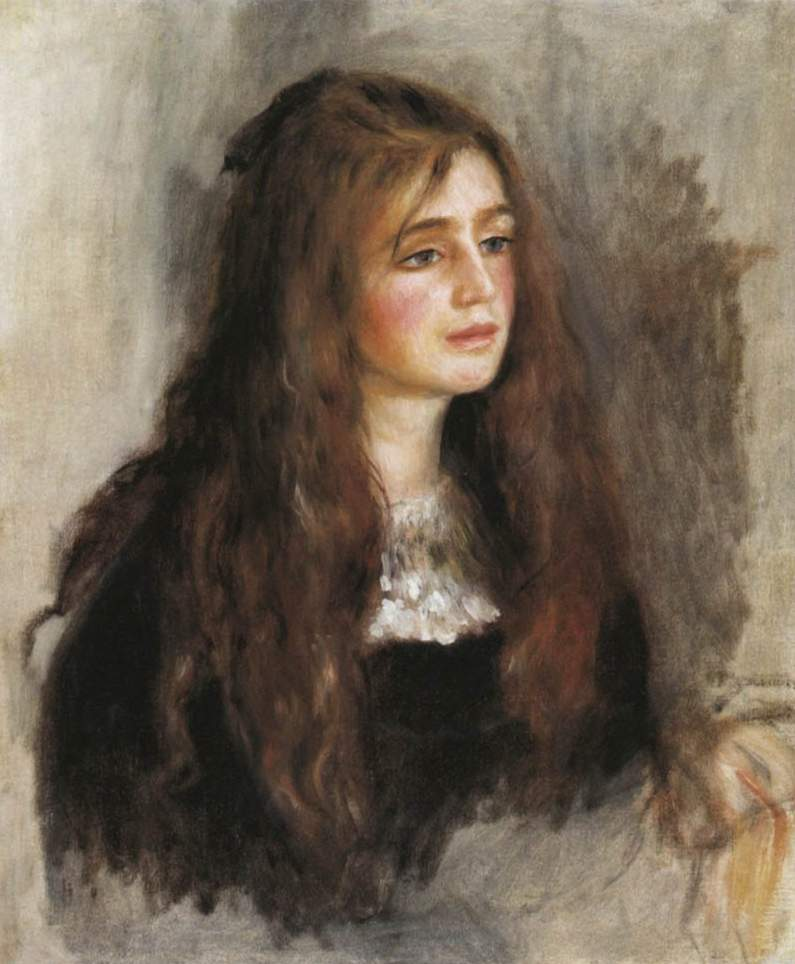
Retrato de Julie Manet, de Renoir Museo Marmottan Monet.
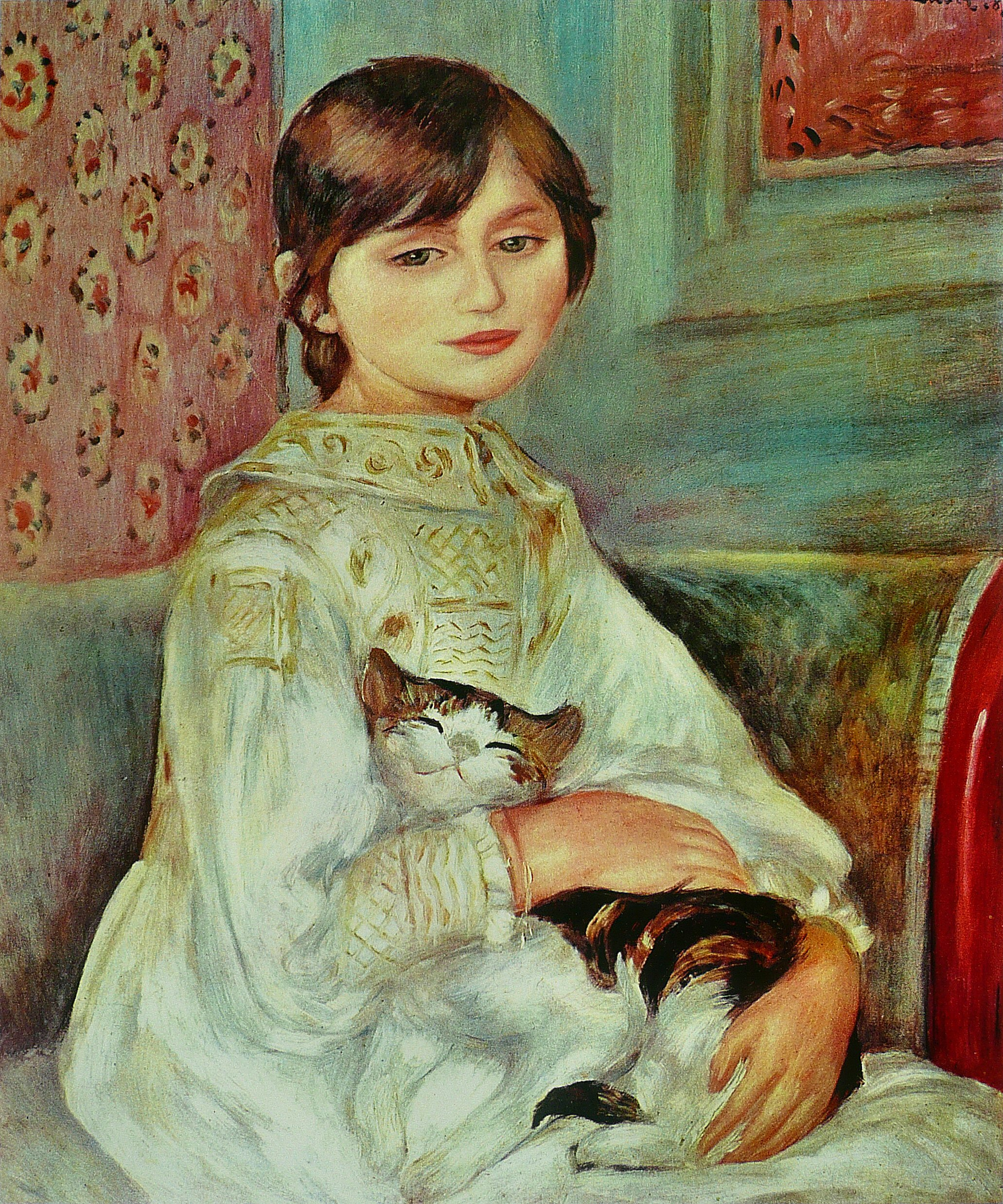
Retrato de Julie Manet con gato, de Renoir, Musée d'Orsay.
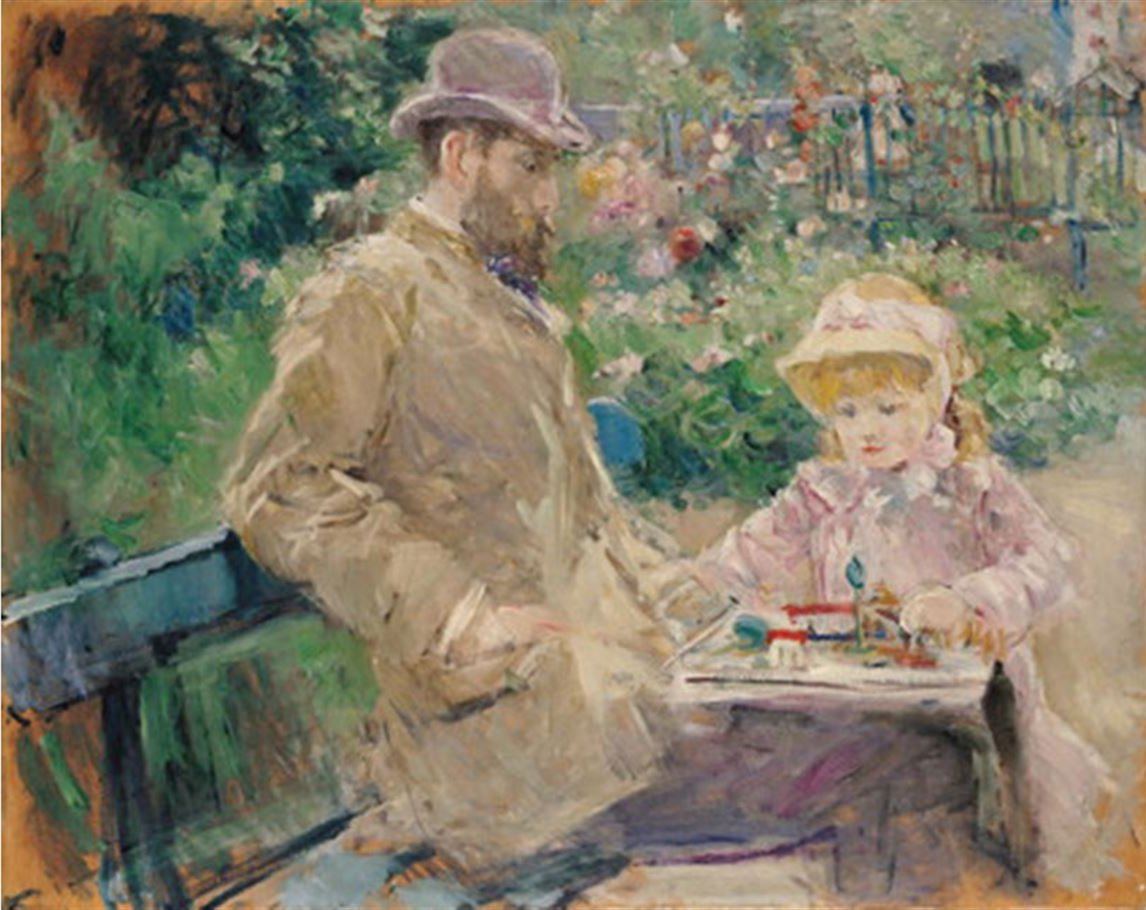
Eugene Manet y su hija en Bougival, de Berthe Morisot.